# Transsexualität in Iran
Transsexualität in Iran war vor der sogenannten Islamischen Revolution 1979 kein Thema für iranische Regierungsstellen. Ab Mitte der 1980er-Jahre wurden Transsexuelle offiziell vom Staat anerkannt und ihnen war erlaubt, sich geschlechtsangleichenden Maßnahmen zu unterziehen. Die öffentlichen Kassen tragen bis zu 50 % der anfallenden Kosten, außerdem wird eine Geschlechtsangleichung in allen offiziellen Dokumenten vermerkt.
Von der iranischen Wehrpflicht sind Transmänner ausgenommen und Homosexualität ist illegal, in Militärausweisen ist das entsprechend vermerkt, wodurch sie bei Kontrollen als schwul oder transsexuell identifiziert werden und der Gefahr von Diskriminierung ausgesetzt sind, teils mit körperlichen Misshandlungen.

## Geschichte

### Vor 1979
Im Jahr 1963 schrieb Ruhollah Chomeini in einem Buch, dass es keine religiösen Vorschriften gebe, die eine korrigierende Operation von Intersexuellen verbieten würden. Hierfür sei aber als Voraussetzung die Feststellung einer anatomischen Intersexualität nötig. Zu dieser Zeit wurde Chomeini jedoch als Radikaler und aufrührerischer Opponent des Schah betrachtet. Deswegen hatten seine Fatwas keine Auswirkungen auf die Regierung, welche keine Gesetze zur Transsexualität erließ.

### Nach der islamischen Revolution
Die in Folge der sogenannten Islamischen Revolution an die Macht gelangte schiitisch-fundamentalistische Regierung führte die bereits unter der Herrschaft des Schah betriebene staatliche Diskriminierung von Homo- und Transsexuellen fort und verschärfte die entsprechende Strafgesetzgebung durch die Einführung von Körperstrafen wie des Auspeitschens und der Todesstrafe.
Eine der ersten Aktivistinnen für die Rechte von Transsexuellen war Maryam Khatoon Molkara, die ihrem Geburtsgeschlecht nach männlich war, sich jedoch selbst als weiblich identifizierte. Vor der Revolution hatte sie lange den Wunsch gehegt, sich einer geschlechtsangleichenden Operation zu unterziehen, und wollte dafür die religiöse Erlaubnis erhalten. 1975 begann sie Briefe an Chomeini zu schreiben, welcher aus dem Exil heraus zur wichtigsten Führungsfigur der Opposition gegen das Schah-Regime geworden war. Nach der Revolution wurde jedoch ihr Arbeitsverhältnis aufgelöst, sie einer Zwangsbehandlung mit männlichen Hormonen unterzogen und anschließend in eine psychiatrische Anstalt zwangseingewiesen. Ihre Verbindungen ermöglichten ihr später ihre Entlassung; sie arbeitete weiter als Lobbyistin für die Rechte von Transsexuellen und engagiert sich in der Transsexuellenbewegung. Später traf sie Chomeini persönlich, als er in den Iran zurückgekehrt war. Während ihres Besuches wurde sie von Wachmännern geschlagen. Chomeini gab ihr jedoch einen Brief, der ihre geschlechtsangleichende Operation autorisierte. Sie unterzog sich dieser Operation 1997. Durch diese Fatwa, die 1987 ausgesprochen wurde, war es transsexuellen Frauen im Iran möglich, als Frauen zu leben, bis sie sich die Operation leisten konnten. Sie können auch ihre Geburtsurkunde ändern lassen und ihre offiziellen Dokumente mit dem neuen Geschlecht ausgestellt bekommen. Es ist ihnen ebenfalls erlaubt, Männer zu heiraten.

### Gegenwart
Die Gültigkeit der von Chomeini erlassenen Fatwa wurde von seinem Nachfolger Ali Chamenei bestätigt; sie wird auch von anderen Geistlichen gebilligt. Dennoch ist mit Transsexualität in der iranischen Gesellschaft immer noch ein großes gesellschaftliches Stigma verbunden. Viele Transsexuelle werden dazu angehalten, ihre Vergangenheit nach ihrer geschlechtlichen Angleichung geheim zu halten. Nachdem eine transsexuelle Person sich einer geschlechtsangleichenden Operation unterzogen hat (öffentliche Kassen tragen bis zu 50 % der Kosten), wird ihr auch offiziell das neue Geschlecht zugeordnet. Alle gesetzlichen Dokumente wie Geburtsurkunde, Personalausweis und Reisepass werden entsprechend angepasst. In den Jahren vor 2008 wurden im Iran die weltweit zweitmeisten Geschlechtsangleichungen durchgeführt (nach Thailand).
Neben dem grundsätzlichen Verbot von Homosexualität in Iran sind Transmänner von der allgemeinen Wehrpflicht ausgenommen – sie werden als psychisch gestört eingestuft. In Militärausweisen wird der Gesetzestext aufgeführt, der ihre Befreiung dokumentiert, wodurch sie bei Kontrollen als schwul oder transsexuell identifiziert werden. Das setzt sie der Gefahr von Diskriminierung aus und führt teilweise zu körperlichen Misshandlungen.
Laut einem Bericht des UNHCR aus dem Jahr 2001 werden geschlechtsangleichende Operationen in der Islamischen Republik Iran oft durchgeführt. Homosexuelle und Cross-Dresser seien sicher, solange sie sich zurückhaltend verhielten. Das Safra-Projekt äußerte sich 2004 kritisch zu dem Bericht, er sei zu optimistisch. Der Bericht aus dem Safra-Projekt legt nahe, dass der UNHCR den gesetzlichen Druck auf Transsexuelle und die LGTBQ-Community unterschätzt. Für Transsexuelle sei es nicht möglich, eine geschlechtsangleichende Operation durchzuführen. Wenn sie als Transsexuelle anerkannt würden, werde von ihnen erwartet, sich sofort in Behandlung zu begeben. Teile der Community, die sich entschließen wollen, ohne geschlechtsangleichende Operation als Transsexuelle zu leben, oder auch Cross-Dresser und gender-queere Personen müssen unter ihrem bei der Geburt zugeteilten Geschlecht weiter leben. Somit werden sie dann schnell Opfer von Belästigungen oder Anschuldigungen, homosexuell zu sein, was sie in Gefahr bringt, durch das Gesetz gegen homosexuelle Handlungen bestraft zu werden.
Der Hodschatoleslam Muhammed Medhi Kariminia hat den Wunsch geäußert, dass „das Recht Transsexueller, ihr Geschlecht anzupassen, ein Menschenrecht sein sollte“. Er bekundete offiziell, „sich für die gesellschaftliche Akzeptanz und den Schutz von Transsexuellen engagieren zu wollen“.
Transsexuelle Menschen in Iran haben Nichtregierungsorganisationen (NGOs) und Unterstützungsgruppen gegründet, um Informationen und Ressourcen zur Verfügung zu stellen, die Transgender-Personen unterstützen und gegen die soziale Stigmatisierung wirken sollen. Viele verlassen sich auf das medizinische Modell und behandeln die Transgender-Identität als Krankheit. Obwohl dies zur Pathologie der Transgender-Erfahrungen beiträgt, gibt es dem Einzelnen Raum, sich ohne das Urteil der moralischen Abweichung zu identifizieren und Stigmata zu erkennen.